# Houyet
Houyet (en való Houyet) és un municipi belga de la província de Namur a la regió valona. Comprèn les localitats de Ciergnon, Finnevaux, Hulsonniaux, Mesnil-Eglise, Mesnil-Saint-Blaise, Celles, Custinne, Hour i Wanlin. L'1 de gener del 2024 tenia 5.183 habitants.
Es troba a la confluència del Lièwe amb el Lesse.